# 6009 Юдзуруйосії
6009 Юдзуруйосії (6009 Yuzuruyoshii, 1990 FQ1, 1952 HE3, 1957 WJ1) — астероїд головного поясу, відкритий 24 березня 1990 року.
Тіссеранів параметр щодо Юпітера — 3,383.